# Кодрети
Кодрети (словен. Kodreti, итал. Codreti) је насељено место у општини Комен, Обално-крашка регија, Словенија.

## Историја
До територијалне реорганизације у Словенији били су у саставу старе општине Сежана.

## Становништво
У попису становништва из 2011. године, Кодрети су имали 45 становника.
| Број становника према пописима | Број становника према пописима | Број становника према пописима |
| ------------------------------ | ------------------------------ | ------------------------------ |
| 1991                           | 2002                           | 2011                           |
| 43                             | 38                             | 45                             |

Напомена: Године 1953. повећано за насеље Ковачи које је укинуто и за део насеља Ерзељ (Випава, Горишка регија).